# Achnopogon
Achnopogon, biljni rod od s dvije endemske vrste iz venezuelske države Bolivar.
Rod pripada potporodici Stifftioideae, dio porodice glavočika ili zvjezdanovki., opisan je 1957.

## Vrste
1. Achnopogon steyermarkii Aristeg.
2. Achnopogon virgatus Maguire, Steyerm. & Wurdack